# Nowoworonino
Nowoworonino (ros. Нововоронино) – wieś (dieriewnia) w Rosji, w obwodzie moskiewskim, w rejonie puszkińskim. W 2021 liczyła 297 mieszkańców.